# Анрио HD.6
Анрио HD.6 (фр. Hanriot HD.6) је француски ловачки авион. Авион је први пут полетео 1919. године. 

Највећа брзина авиона при хоризонталном лету је износила 225 km/h.
Распон крила авиона је био 13,60 метара, а дужина трупа 8,85 метара. Празан авион је имао масу од 810 килограма. Нормална полетна маса износила је око 1250 килограма.

## Наоружање
| Наоружање авиона: Анрио        |                  |
| Ватрено (стрељачко) наоружање  |                  |
| Топ                            |                  |
| Митраљез                       |                  |
| Број и ознака митраљеза        | 2 Викерс, 3 Луис |
| Бомбардерско наоружање (бомбе) |                  |
| Ракетно наоружање (ракете)     |                  |